# Doug Jackson
Doug Jackson je americký jazzový a rockový kytarista, který spolupracoval s mnoha známými umělci, patří mezi ně i Edgar Winter, Dweezil Zappa, Iron Butterfly, Bryan Duncan, Billy Preston, Dave Mason, Al Stewart, Gary Wright, Stephen Bishop, Jeff Porcaro, Nancy Sinatra a další.

## Diskografie
- Storm Chaser